# Малые противолодочные корабли проекта 1124
Малые противолодочные корабли проекта 1124 «Альбатрос» (кодовое обозначение НАТО — Grisha-class corvettes) — серия советских малых противолодочных кораблей (МПК) 3-го ранга, строившихся в 1970-е — 1980-е годы для Военно-Морского Флота СССР в составе двух основных серий (проекты 1124 и 1124М, затем 1124МУ). Строились также версии пограничных сторожевых кораблей 2-го ранга (проекты П1124 и 1124П).

## Предыстория
На начало 1960-х годов советский флот испытывал резкий рост потребностей в новых эскортных и противолодочных кораблях ограниченного водоизмещения. Новые корабли должны были обеспечить развёртывание советских ПЛАРБ и ПЛА, осуществлять охрану военно-морских баз, соединений ударных кораблей и конвоев судов в прибрежных
районах. С появлением в ведущих морских державах субмарин нового поколения с обычными и ядерными энергетическими установками резко возросла подводная угроза во всех операционных зонах советского ВМФ, в том числе в ближней морской зоне. В распоряжении ВМФ СССР находились малые противолодочные корабли проектов 122А и 122бис (построено 369 кораблей), противолодочные катера проекта 199 (построено 52 ед.), противолодочные катера (МПК) проектов 201М и 201Т (построено 183 ед.), а также относительно современные МПК проекта 204 (построено от 63 до 66 кораблей). К недостаткам последнего проекта относилась слабая ПВО и недостаточно надёжная АУ «АК-725», тогда как опыт послевоенных локальных конфликтов свидетельствовал о возрастающей угрозе для кораблей со стороны авиации, поэтому МПК проекта 204 устарели уже в момент постройки, а резерв на модернизацию у этих кораблей ввиду сравнительно небольшого водоизмещения отсутствовал.

## История проектирования

### Тактико-техническое задание
Главкомом ВМФ СССР С. Г. Горшковым было дано указание разработать новый малый противолодочный корабль с повышенными возможностями ПВО и ПЛО. ВМФ СССР, согласно мысли Горшкова, должен был получить новый мощный противолодочный корабль для ближней и прибрежной морских зон, являющийся развитием проекта 204. Впервые в практике советского военного судостроения боевой корабль малого водоизмещения должен был получить на вооружение ЗРК самообороны и мощную буксируемую гидроакустическую станцию.
Тактико-техническое задание (ТТЗ) на проектирование МПК под шифром «Альбатрос» было выдано Зеленодольскому ЦКБ-340 в 1963 году. Главным конструктором проекта был назначен руководитель бюро Ю. А. Никольский, а главным наблюдающим от ВМФ — сотрудник ЦНИИ военного кораблестроения капитан 2-го ранга И. В. Козловский, принимавший участие в разработке ТТ3 «Альбатроса». Прогрессивные для начала 1960-х годов технические решения в области корабельной энергетики и движительных установок использовались при проектировании корабля группами конструкторов под руководством А. В. Кунаховича и А. П. Мышакина.
Особое внимание в ТТ3 уделялось ограничению водоизмещения будущего корабля величиной 800 тонн, обеспечению возможности длительного поддержания относительно невысокого хода при поиске подводной лодки противника, а также способности немедленного развития скорости полного хода не менее 35 узлов при её атаке. В качестве оптимального варианта была выбрана комбинированная трёхвальная дизель-газотурбинная энергетическая установка, уже апробированная на сторожевых кораблях проектов 159 и 159А.
Выбор наиболее оптимальных обводов корпуса будущего корабля был ограничен жёсткими рамками предложенного ТТЗ. Для того, чтобы добиться требуемой 35-узловой скорости полного хода при стандартном водоизмещении в 800 тонн, конструкторы предложили комбинированные обводы корпуса, сочетающие в себе преимущества остроскулых и круглоскулых; одновременно при проектировании встал вопрос необходимости оптимизации мореходных качеств корпуса корабля и его ходкости при условии наличия большого подкильного обтекателя ГАС (размеры обтекателя сильно влияли на общую центровку и ходовые качества корабля). Надводному борту пришлось дать сложную форму; вдоль борта шли сглаженные продольные уступы («гребни») для уменьшения забрызгиваемости и заливаемости палубы. При серийном строительстве кораблей от использования этих уступов отказались по соображениям технологичности.
В ТТЗ проекта чётко оговаривался требуемый состав вооружения. На корабле разрабатываемого проекта должна была быть установлена гидроакустическая станция кругового поиска типа «Шелонь» с антенной излучателя в подкильном обтекателе, опускаемая ГАС «Аргунь», два двухтрубных 533-мм торпедных аппарата ПЛО, две реактивные бомбомётные установки и 57-мм спаренная артиллерийская установка самообороны.

### Эскизный проект
В июне 1964 года командованием ВМФ СССР и руководством министерства судостроительной промышленности был рассмотрен представленный конструкторами эскизный проект малого противолодочного корабля проекта 1124.
По результатам рассмотрения эскизного проекта командованием ВМФ и министерством судостроительной промышленности было принято совместное решение об установке на кораблях проекта ЗРК самообороны «Оса-М» (4К-33) с боекомплектом в 20 зенитных управляемых ракет (ЗУР) 9М-33 (предусмотренные ещё на этапе аван-проекта дополнительные объёмы корпуса позволяли это сделать). Изначально было предложено разместить убирающуюся под палубу пусковую установку ЗРК типа «ЗИФ-122» в кормовой оконечности корпуса (на этом решении настаивали разработчики ЗУР, считавшие необходимым разместить рядом пусковую установку и систему управления огнём ЗРК), а артиллерийскую установку «3ИФ-72» («АК-725»), с увеличенными углами обстрела, переместить в нос корабля. Но в окончательном варианте эскизного проекта 3РК был размещён конструкторами в носовой части корпуса, а артиллерийская установка заняло место в корме.
В состав противолодочного вооружения были включены две двенадцатиствольных реактивные бомбомётные установки РБУ-6000, два двухтрубных поворотных 533-мм торпедных аппарата и глубинные бомбы. В результате разработки эскизного проекта на корабле были размещены подкильная и буксируемая гидроакустические станции, резко увеличивавшие возможности корабля по поиску и обнаружению подводных лодок противника.

### Технический проект
Технический проект малого противолодочного корабля проекта 1124 был выполнен в 1965 году. Итогом разработки технического проекта стала реализация практически всех требований ТТЗ ВМФ. Конструкторы создали «сильно вооружённый быстроходный противолодочный корабль» и уложились в полное водоизмещение 900 тонн. Технический проект был рассмотрен летом 1966 года.
Постановлением ЦК КПСС и Совета министров СССР № 680-280 от 10 августа 1964 года было принято решение о строительстве головного корабля проекта 1124. Договорный технический проект 1124 по результатам испытаний головного корабля в 1970 году был откорректирован и окончательно оформлен только в 1972 году.
За разработку малого противолодочного корабля проекта 1124 группа ведущих специалистов Зеленодольского проектно-конструкторского бюро (бывшее ЦКБ-340) была удостоена Государственной премии СССР.

## Назначение
Назначением кораблей проекта 1124 согласно тактико-техническому заданию было обеспечение развёртывания советских ПЛАРБ, охрана военно-морских баз и соединений ударных кораблей и конвоев судов в прибрежных районах (акваториях Балтийского и Чёрного морей, Кольского, Амурского и Уссурийского заливов и Авачинской бухты с прилегающими к ним районами). Боевая эксплуатация кораблей на сложных морских театрах (Северный и Тихоокеанский флоты) не предполагала применение кораблей в открытом море.

## История строительства
Всего было построено 88 из 92 заложенных кораблей различных серий, в том числе 71 малых противолодочных кораблей проектов 1124 и 1124М (1124МУ), из них 1 корабль, заложенный по проекту 1124М, был достроен по проекту 1124К.
5 кораблей в патрульной версии проекта 1124 служили в качестве пограничных сторожевых кораблей (проект П1124), кроме того было построено ещё 12 пограничных сторожевых кораблей проекта 1124П (П — «пограничный»).

### Проекты 1124 (П1124) и 1124П
Проект 1124
26 декабря 1966 года на стапеле судостроительного завода «Красный металлист» имени А. М. Горького в Зеленодольске (современное ОАО «Зеленодольский завод им. А. М. Горького») судостроители заложили корпус головного корабля проекта — МПК-147. 12 января 1967 года МПК-147 был зачислен в списки кораблей Военно-Морского Флота СССР.
В ходе испытаний головного корабля пришлось отказаться от экзотических «гребней надводного борта», усложнявших технологию изготовления корпусных конструкций, и упростить при разработке рабочей документации геометрию выступающих частей корпуса.
ВМФ СССР заказал у судостроительной промышленности 37 кораблей проекта 1124. 18 из них было построено на Зеленодольском судостроительном заводе (ССЗ № 340), 5 — на киевском судостроительном заводе «Ленинская кузница», и 14 — на Хабаровском судостроительном заводе (ССЗ № 876). Начиная с 16-го корабля (МПК-43 «Одесский комсомолец») было усилено артиллерийское вооружение: добавлен 30-мм автомат АК-630М, радиолокационная система управления огнём (РЛСУ) МР-103 «Барс» заменена на РЛСУ МР-123 «Вымпел». Собственные наименования строившимся кораблям проекта 1124 не присваивались, и в состав флотов ВМФ СССР они вступали под литерно-номерными обозначениями.
Проект 1124П
После того, как в 1972 году на рейде Большой Ялты головной корабль серии посетил отдыхавший в Крыму генеральный секретарь ЦК КПСС Л. И. Брежнев, было начато массовое строительство «альбатросов» проекта 1124П, предназначавшихся для морских частей пограничных войск КГБ СССР (МЧПВ КГБ СССР). От МПК базового проекта 1124 пограничные сторожевые корабли (ПСКР) отличались отсутствием ЗРК самообороны «Оса-М» (вместо него в носу разместили вторую АУ АК-725) и наличием ходового мостика на месте системы управления огнём ЗРК (4Р-33). Кроме того, как и первые корабли проекта 1124, ПСКР проекта 1124П не имели 30-мм АУ АК-630М и РЛСУ МР-123 «Вымпел». Зеленодольским заводом было построено 12 пограничных сторожевых кораблей этого проекта. В отличие от кораблей, вошедших в состав ВМФ СССР, ПСКР имели собственные персональные наименования.
Проект П1124
В 1979—1983 годах на Хабаровском судостроительном заводе было построено 5 единиц патрульной модификации для тихоокеанских МЧПВ КГБ СССР, получивших обозначение «пограничные сторожевые корабли проекта П1124». Эти корабли практически ничем не отличалась от поздней версии базового проекта 1124 (с 30-мм АУ АК-630М и РЛСУ МР-123 «Вымпел»), кроме того, что дополнительно несли досмотровый катер и имели специальное спуско-подъёмное устройство, позволявшее быстро спускать его на воду и подымать на верхнюю палубу.
Ещё 3 ПСКР проекта П1124 были заложены в 1988 году на Владивостокском судостроительном заводе, однако в связи с экономическими проблемами 1990-х годов и отсутствием финансирования они не были достроены, и в 1992 году разобраны на стапеле.

### Проекты 1124М (1124МУ) и 1124К
Проект 1124М
В 1976 году под руководством Ю. А. Никольского при главном наблюдающем от ВМФ капитане 2-го ранга А. П. Демешевиче был разработан так называемый сокращённый технический проект 1124М — следующая (и наиболее радикальная) модификация проекта 1124. Корабли модифицированного проекта оснащались более современными образцами вооружения: новой 76-мм АУ АК-176, переносными зенитными ракетными комплексами «Стрела-3» и более мощной РЛС общего обнаружения «Топаз-2В».
Ещё одним отличием нового корабля от базового проекта стало применение на нём комплекса телеуправляемого оружия КТУ-77 с торпедами ТЭСТ-3 (по другим источникам, КТУ-71 с торпедами ТЭСТ-71). В связи с высокой плотностью компоновки исходного проекта и отсутствием свободных площадей, было принято решение отказаться от правой бомбомётной установки, а освободившиеся помещения использовать для размещения приборов комплекса. Общий вес приборов комплекса, размещаемых на корабле, составил 1200 кг. Модификация проекта привела к перегрузке и возрастанию водоизмещения более, чем на 30 т. Стандартное водоизмещение модифицированного проекта возросло почти на 10 %. По системе кодовых обозначений НАТО модифицированный проект 1124М обозначался как корвет класса Grisha-5. Строительство кораблей этой модификации было начато в 1982 году. До 1994 года удалось построить 31 МПК проекта 1124М (включая усовершенствованную модификацию 1124МУ).
Проект 1124К
Заложенный в 1979 году по проекту 1124М, один корабль (МПК-104) был достроен по проекту 1124К как опытовый для испытаний на нём ЗРК «Кинжал». На корабле был установлен комплекс контрольно-измерительной аппаратуры, в связи с чем для компенсации весов, а также из-за возросших объёмов кормовой надстройки, пришлось отказаться от установки 76-мм АУ АК-176, комплекса телеуправления КТУ-71 и РЛС «Топаз-2В». На момент вступления в строй в 1980 году МПК-104 всё ещё не имел установленного ЗРК «Кинжал». Лишь в конце 1982 года были установлены модуль сопровождения и аппаратура стартовой автоматики ЗРК. Полностью ЗРК «Кинжал» был установлен на корабль лишь в 1986 году, после чего проводились его всесторонние испытания. МПК-104 проекта 1124К входил в состав Черноморского флота до 1998 года.
Проект 1124МУ
Последние корабли модификации 1124М, строившиеся с середины 1980-х годов, закладывались по усовершенствованному проекту 1124МУ, предусматривавшему установку новой РЛС общего обнаружения типа «Фрегат-МА» и системы предупреждения о лазерном облучении «Спектр-Ф» с 4 датчиками. Первыми кораблями проекта 1124МУ, построенными в 1987 году, стали МПК-69 (Зеленодольский ССЗ), МПК-200 (Хабаровский ССЗ) и МПК-202 (киевский ССЗ «Ленинская кузница»). Один корабль проекта 1124МУ (МПК-20, строительный № 87), заложенный на Хабаровском ССЗ, из-за отсутствия финансирования не был достроен и в 1992 году разобран на стапеле.
Одними из последних МПК проекта 1124МУ для ВМФ СССР должны были стать 4 корабля, заказанные на «Ленинской кузнице» в 1990—1991 годах (строительные № 012, 013, 014 и 015). После распада СССР, украинским правительством было принято решение о постройке этих 4-х кораблей для вновь создаваемых ВМС Украины. Строительство их предполагалось вести с использованием задела материалов, оборудования и вооружения, оставшегося от ВМФ СССР. В 1992 году первые 2 корабля проекта 1124МУ (строительные № 012 и 013) были заложены на «Ленинской кузнице» и зачислены в списки кораблей ВМС Украины в качестве корветов, получив названия «Луцк» (укр. Луцьк, строительный № 012) и «Тернополь» (укр. Тернопіль, строительный № 013). Оба корабля вступили в строй в 1994-м и 2006 годах соответственно. 2 других корвета проекта 1124МУ также были зачислены в списки кораблей ВМС Украины под названиями «Львов» (укр. Львів, строительный № 014) и «Запорожская Сечь» (укр. Запорозька Січ, строительный № 015), но из-за отсутствия финансовых средств, оборудования и части вооружения построены не были.

## Конструкция

### Корпус и надстройка
Корпус корабля гладкопалубный, стальной с комбинированными обводами (круглоскулыми в носовой конечности для получения высоких скоростей хода и остроскулыми в кормовой конечности). Отношение длины корпуса к его ширине достигает 6,8. В целях улучшения мореходности корабля в штормовых условиях надводная часть корпуса была уширена в носовой части за счёт протяжённой, занимающей всю ширину корпуса, носовой надстройки и седловатости верхней палубы, позволившей обеспечить необходимую высоту надводного борта в носовой оконечности и получить дополнительные объёмы внутри корпуса.
Корпус набран по продольной системе набора с размером шпации (расстоянием между шпангоутами) — 500 мм. Толщина наружной обшивки колеблется в пределах 6—8 мм, второе дно имеет толщину 5 мм, а толщина настила палуб, платформы и главных переборок достигает 4 мм. Бронирование главного командного пункта и жизненных центров корабля отсутствует. Одиннадцатью водонепроницаемыми переборками, доходящими до верхней палубы, корпус делится на двенадцать отсеков. Корпус имеет верхнюю и нижнюю палубы, ниже их располагается платформа, трюм и двойное дно.
При стандартном водоизмещении 800 тонн, нормальном водоизмещении 850 тонн, площадь смоченной поверхности равняется 642 м², коэффициент полноты мидель-шпангоута — 0,652, коэффициент общей полноты — 0,420.
Надстройки корабля для облегчения конструкции изготовлены из алюминиево-магниевого сплава АМг-5В. Носовая надстройка занимает почти треть длины корпуса. Внутренние выгородки и ряд фундаментов отдельных устройств изготовлены из алюминиево-магниевых сплавов, благодаря чему удалось понизить положение центра тяжести корабля и уменьшить общую массу конструкции корпуса. Междудонное пространство составляет почти 90 % длины корпуса и используется для хранения запасов пресной воды и топлива.
Фок-мачта корабля квадратного сечения, сплошная; выполнена из алюминиево-магниевого сплава. Треногая грот-мачта небольшого размера размещена в передней части отдельно стоящей кормовой надстройки, также выполненной из алюминиево-магниевого сплава толщиной 3—4 мм.
Из-за более мощного вооружения, по сравнению с МПК проекта 204, водоизмещение нового корабля выросло более чем в два раза.

### Энергетическая установка
Главная энергетическая установка корабля — трёхвальная, дизель-газотурбинная эшелонного типа. ГЭУ корабля является аналогом ГЭУ сторожевых кораблей проекта 159, но в отличие от последней на средний вал ЭУ проекта 1124 работает газотурбинный двигатель типа М-8М мощностью в 18 000 л. с. (используется как форсажный двигатель), а на каждый бортовый вал работает один дизель М-507А1 мощностью в 10 000 л. с.
ГЭУ размещена автономными эшелонами в двух отсеках, в носовом и кормовом машинных отделениях. В кормовом эшелоне побopтнo размещены два главных маршевых четырёхтактных, реверсивных, стодвенадцатицилиндровых дизеля марки «М-507А» с газотурбинным наддувом массой в 17 т. Дизеля работают на бортовые валы с гребными винтами диаметром 2,0 м. Технический ресурс дизелей составляет 2000 часов. В носовом эшелоне размещён ГТУ «М-8М», работающий на средний вал с гребным винтом диаметром 2,4 м. Время пуска турбины из холодного состояния до оборотов холостого хода не превышает трёх минут, а развитие полной мощности турбины возможно через 10 минут, включая этап пятиминутного предварительного прогрева. Технический ресурс турбины — 10 000 часов. Газоотводная труба размещена над носовым машинным отделением и выводилась в дымовую трубу прямоугольного сечения.
В состав энергетической установки кораблей проекта 1124 входят три дизель-генератора (ДГ-500, ДГ-300 и ДГ-200). Дизель-генераторы обеспечивают корабль переменным трёхфазным током с напряжением 380 В и частотой 50 Гц.
Управление главными дизелями и газотурбинной установкой производится с пульта управления с помощью системы автоматизированного дистанционного управления. Имеется электрокомпрессор марки «ЭК-3» и дизель-компрессор марки «ДК-2-3», вспомогательный котлоагрегат марки «КВА 1,0/5 М» (с рабочим давлением пара 5 кг/см²). Управление энергетикой корабля осуществляется при помощи двух ГРЩ (главных распределительных щитов) «ПМЖ-7905-6361» и «ПМЖ-7906-6331», распределительного щита и компенсаторов «ЕК-2».
Скорость хода кораблей проекта только под дизелями может достигать 22 узлов при свободно вращающемся среднем валу. По другим данным, полная скорость хода первых кораблей проекта 1124 при работе дизелей и газовой турбины превышала 36,1 узла, а у кораблей проекта 1124М достигает 32 узлов. Под одним дизелем корабль может развивать скорость хода 7 узлов, под двумя дизелями — 16 узлов, а при использовании только ГТД — 21—22 узла.

### Автономность
Нормальный запас топлива на малых противолодочных кораблях проекта 1124 составляет 134 т, в перегруз корабль мог принять 143 т топлива. Запас масла составляет 10,5 т, пресной воды — 27,2 т. Запас провизии на кораблях проекта 1124 принимается из расчёта на 7 суток автономности, а на кораблях проекта 1124М — на 9 суток автономности. Дальность плавания корабля полным ходом составляет 950 морских миль (1 сутки и 6 часов), при скорости в 14 узлов — 2750 морских миль (8 суток) и при скорости 10 узлов — 4000 морских миль (16 суток).

### Общекорабельные устройства
Рулевое устройство
Рулевое устройство представлено двумя балансирными рулями, двухцилиндровой электрогидравлической рулевой машинкой Р-14 с поршневым приводом для руля, двумя электропроводными насосами переменной производительности (в ахтерпике и в румпельном отделении) и авторулевой системой управления «Питон-211». Балансирные рули обтекаемой формы изготовлены из стали СХЛ-45; вес пера руля с заполнителем — 810 кг; вес баллера руля из кованой стали — 365 кг. Угол перекладки рулей не превышает 36,5°.
Якорно-швартовное устройство
Якорно-швартовное устройство корабля типа ШЭР 1/3 находится в носовой части корабля и состоит из якорно-швартовного электрогидравлического шпиля типа ЖБ или ШЭГ-12, обеспечивающего стоянку на якоре на номинальной глубине до 50 м и вытравливание якоря и якорь-цепи со скоростью не ниже 23 метров в минуту. Пульт управления устройством расположен в ходовой рубке, пост управления — у волнореза. Якорное устройство состоит из двух якорей Холла весом по 500 кг и двух якорных цепей 200-метровой длины повышенной прочности, с распорками калибра 28 мм, цепных стопоров, палубных и якорных клюзов, цепных ящиков под платформой форпика. Швартовное устройство состоит из четырёх стальных тросов диаметром 23,5 мм и длиной 220 м, шести кнехтов, шести киповых планок и трёх вьюшек. В корме корабля находится швартовый шпиль Ш3 со скоростью выборки троса 15 метров в минуту.
ВДРК
В румпельном отделении корабля, в диаметральной плоскости, установлено подруливающее устройство, предназначенное для удержания малого противолодочного корабля на стопе вразрез к волне. Устройство может эффективно функционировать при волнении моря до 4-х баллов и силе ветра до 5 баллов и способно развернуть корабль на необходимый угол при волнении моря до 3-х баллов при опущенной ГАС МГ-339Т «Шелонь».
В состав подруливающего устройства входит выдвижная движительно-рулевая колонка «П-159М», снабжённая электрогидравлическим приводом подъёма (опускания) и электромеханическими приводами вращения винта и поворота колонки, система управления УК3К, ограждение из металлической сетки, 50-литровый бак гидросистемы, система электропитания и специальная конструктивная ниша с металлической решёткой в кормовой части корпуса корабля. Неработающая колонка «П-159М» поднимается внутрь корпуса корабля; она может находиться и в опущенном состоянии, но по условиям прочности скорость хода корабля не должна превышать 8 узлов. Управление колонкой осуществляется дистанционно из ходовой рубки при помощи системы УК3К или с резервного пульта управления в румпельном отделении. Предусмотрено также аварийное управление рулевой колонкой с помощью ручного привода. Электропитание подруливающего устройства осуществляется от ГРЩ № 1, 2 через автоматы А-3334; колонка запускается при помощи дизель-генератора ДСДГ-500 или, при параллельной работе, двух дизель-генераторов (ДГ-200 и ДГ-300). Для предотвращения обмерзания устройства предусмотрен подогрев его паром. Выполнять более 12 включений подруливающего устройства в течение часа из-за технических ограничений не рекомендуется.
Спасательное устройство
Спасательные средства на малых противолодочных кораблях этого проекта представлены спасательной шлюпкой типа «ЯЛ-4», четырьмя надувными спасательными плотами ПСH-10М (каждый на 10 человек), десятью спасательными кругами и индивидуальными спасательными жилетами ИСС (на каждого члена экипажа). Некоторые корабли проекта оборудовались также другими вариантами спасательных средств.

### Мореходность
Форма обводов носовой части корпуса в виде «топора» в эксплуатации оказалась неудачной. Корабль «рубит» волну, при этом при волнении сильно забрызгивается и заливается, обладает резкой килевой качкой. Диаметр циркуляции малых противолодочных кораблей проекта 1124 не превышает 7 длин корабля при угле крена не более 12°.

### Обитаемость
Численность экипажа кораблей проекта 1124 по штатам 1974 года составляла 83 человека: 9 офицеров, 12 мичманов и 62 человека старшин и матросов срочной службы. На кораблях проекта 1124 численность была увеличена на 3 человека. Численность экипажа пограничных сторожевых кораблей составляла 79 человек, в том числе 9 офицеров.
Обитаемости корабля при разработке проекта уделялось повышенное внимание. На кораблях устанавливались системы круглогодичного охлаждения и кондиционирования воздуха в жилых, служебных помещениях и на боевых постах, что позволяло поддерживать в помещениях кораблей нормальную температуру, влажность, чистоту и сменяемость воздуха. Корабли также оборудованы системой обогрева помещений и вентиляции, системами хозяйственных паропроводов и системой пресной воды.

## Вооружение

### Радиотехническое вооружение
Системы общего обнаружения и целеуказания
На малых противолодочных кораблях проекта 1124 в качестве радиотехнических средств общего обнаружения применялись РЛС обнаружения воздушных и надводных целей МР-302 «Рубка», работавшие в диапазоне радиоволн длиной 3—10 см; дальность обнаружения этой РЛС воздушной цели (ВЦ) достигает 98 км, а дальность обнаружения надводных целей — 25 км. Корабли проекта 1124М оборудованы более мощной РЛС общего обнаружения МР-320 «Топаз-2В», работающей в диапазоне радиоволн длиной 10—12 см; дальность обнаружения этой РЛС воздушной цели достигает 100 км, а дальность обнаружения надводных целей — 40 км. Последние корабли модификации 1124М (проект 1124МУ) в качестве РЛС общего обнаружения имели «Фрегат-МА-1» (МР-755) с фазированной антенной решёткой и дальностью обнаружения воздушных целей до 250 км.
На кораблях базового проекта 1124 целеуказание артиллерийским системам обеспечивает радиолокационная система управления огнём МР-103 «Барс» с дальностью обнаружения цели в 205 кабельтовых (40 км) при скорости цели до 705 м/с; РЛСУ МР-103 может использоваться и для навигационных целей. На МПК поздних модификаций (в том числе МПК проекта 1124, начиная с МПК-43 «Одесский комсомолец») управление артиллерийским огнём АУ АК-176М (АК-725) и АК-630М производится РЛСУ МР-123-02 «Вымпел-221» с дальностью обнаружения целей до 45 км при отсутствии радиоэлектронных помех и до 30 км при их наличии.
Средства радиотехнической разведки и радиоэлектронной борьбы
Для ведения радиотехнической разведки на малых противолодочных кораблях проекта 1124 установлена станция обнаружения работы РЛС противника «Бизань-4Б» с дальностью обнаружения 155 кабельтовых (28 км). Время подготовки станции к работе — 90 с, время непрерывного действия — 48 часов. На кораблях модернизированного проекта 1124М вместо станции «Бизань-4Б» размещена РЛС радиотехнической разведки «Вымпел-Р2».
Для целей радиоэлектронной борьбы (РЭБ) корабли проекта 1124 оснащались двумя шестнадцатиствольными дистанционно управляемыми пусковыми установками ПК-16 для постановки пассивных помех, ведущими стрельбу 82-мм снарядами с дипольными отражателями или тепловыми ловушками, или четырьмя десятиствольными пусковыми установками постановки пассивных помех калибра 122 мм ПК-10.
Радиосвязь и аппаратура специального назначения
Устойчивую радиосвязь на кораблях проекта 1124 обеспечивает широкий набор радиоприёмников и радиопередатчиков, в том числе: два «Р-654», три «Р-625», два «Т-612», «Т-225», два «Т-606», «Р-105», два «Р-680», «Р-676», два «Р-758» и перфоратор, «ДКМ-80», «Волна-К», два НПЧУ, «Р-069», «Л-460.5», пять ПОО, три ВПС, «ПТК-3К», «КМА-6», «КВР», аппаратура ЗАС «ПТК-39», «П-400К» и несколько антенн: две «К-698», «К-698-2», «Двойник», две штыревых антенны «Ш-10», три штыревых «Ш-6».
Корабли оборудованы аппаратурой специального назначения: «Звезда», «Фиалка» («082»), «067», «КМГ-12» и изделием «6730-6С».
Гидроакустическое вооружение
Гидроакустическое вооружение малых противолодочных кораблей базового проекта 1124 состояло из двух гидроакустических станций (ГАС): подкильной ГАС «Аргунь», работающей в режиме эхопеленгования и шумопеленгования при скоростях корабля до 14 узлов, и опускаемой ГАС «Шелонь», работающей только на сто́пе как в режиме эхо-, так и шумопеленгования. Дальность обнаружения ГАС «Аргунь» находится в пределах 2—10 км, а ГАС «Шелонь» — в пределах 2—50 км. Двухэтапный цикл поиска вражеских субмарин состоял из поиска ПЛ на стопе при помощи ГАС «Шелонь» и последующего следования корабля на полном ходу с поднятой ГАС «Шелонь» в район обнаружения ПЛ для её поиска и атаки при помощи подкильной ГАС. ГАС «Шелонь» позволяла осуществлять наведение противолодочной авиации на обнаруженную ПЛ. Необходимо было следить, чтобы в состав одного соединения кораблей попадали корабли с разными эталонами частот ГАС, для исключения взаимных помех в ходе поиска ПЛ в составе КПУГ.
На малых противолодочных кораблях проекта 1124М ГАС «Аргунь» была заменена на более мощную ГАС «Платина» или «Платина-М» с дальностью обнаружения подводной цели до 15 км, новая ГАС также могла работать в режимах как эхо-, так и шумопеленгования.
Система государственного опознавания
Система государственного опознавания включала один РЛС-совмещённый запросчик-ответчик «Нихром-РРМ» с устройством 082М. РЛС «Нихром» позволяет проводить опознавание надводных и воздушных целей для определения их принадлежности к своим вооружённым силам.
Навигационное вооружение
Навигационное вооружение на кораблях проекта представлено навигационной РЛС 3-см диапазона «Дон» с максимальной дальностью обнаружения надводных целей — 120 кабельтовых («мёртвая» зона не превышает 35 м). Время подготовки РЛС к работе — 5 минут, время непрерывного действия — 24 часа. В комплект навигационного вооружения кораблей входит аппаратура навигационных огней инфракрасного наблюдения «Хмель-III».

### Штурманское вооружение
Штурманское вооружение корабля состоит из гирокомпаса «Курс-5», автопрокладчика АП-4, лага МГЛ-50, эхолота НЭЛ-5, 127-мм магнитного компаса УКМП-3, КУС-9У, корабельного измерителя ветра КИВ, радиопеленгатора АРП-50Р, термозонда Т30-21Г, КПМ «Галс» и КПИ-5Ф, 18 морских часов, двух секундомеров, анемометра, секстана СНО-Т, барографа, термометра, термографа, двух магнитных 75-мм шлюпочных компасов, звёздного глобуса и набора карт района плавания.

### Зенитное ракетное вооружение
Размещённый на кораблях проекта 1124 зенитный ракетный комплекс «Оса-М» предназначен для обеспечения противовоздушной защиты и уничтожения одиночных воздушных целей. Комплекс расположен в носовой части корабля. В состав ЗРК входят двухбалочная пусковая установка «ЗиФ-122», в нерабочем положении находящаяся под палубой бака в специальном погребе и при переходе из походного в боевое положение поднимающаяся вместе с двумя готовыми к пуску зенитными ракетами, система подачи и перезаряжения ракет, система управления огнём 4Р-33 и боекомплект из 20 зенитных ракет 9М-33. Скорострельность ЗРК составляет 2 пуска в минуту при стрельбе по воздушным целям и 2,8 пуска при стрельбе по надводным целям, время перезарядки ПУ не превышает 16—21 с.
ЗРК «Оса-М» способен обеспечивать поражение целей, летящих со скоростью 300 м/с на высотах 200—5000 м и на дальности до 9000 м (для сверхзвуковых целей — 7100 м), на малых высотах (50—100 м) дальность поражения целей снижается до 4000—6000 м. Принятый в 1979 году на вооружение ВМФ СССР модернизированный ЗРК «Оса-МА» имел повышенную дальность поражения воздушных целей (15 км) на высотах от 15 м.
Низкая скорострельность ЗРК семейства «Оса» не позволяет им отражать одновременные атаки нескольких воздушных целей или ПКР, по этой причине на начало XXI века все модификации ЗРК «Оса» являются устаревшим и малоэффективным оружием.
Зенитное ракетное вооружение ближнего радиуса действия на кораблях различных модификаций проекта 1124 включало в себя ПЗРК «Стрела-3» или «Игла-1», позднее — ПЗРК «Игла».

### Артиллерийское вооружение
Артиллерия малых противолодочных кораблей базового проекта 1124 представлена одной двухствольной башенной артиллерийской установкой (АУ) АК-725 калибра 57 мм, расположенной в кормовой части корпуса. Башня АУ небронирована и изготовлена из дюралюминиевого сплава толщиной 6 мм с покрытием внутренней поверхности пенополиуретаном (для предотвращения отпотевания). В башенной АУ размещены в одной люльке два 57-мм/75 автомата «ЗиФ-74» с общим боезапасом 1100 выстрелов и темпом стрельбы 200 выстрелов в минуту при длине непрерывной очереди в 100 выстрелов. Расчёт АУ — 2 человека. Углы горизонтального наведения — 200° на оба борта. Масса АУ — 3,9 т. Дальность стрельбы — 8420 м (6950 м по самоликвидатору). Наведение орудий осуществляется либо полуавтоматически от визирной колонки, либо автоматически от РЛСУ типа МР-103 «Барс» с максимальной дальностью обнаружения целей в 40 км.
Показанная на практике невысокая эффективность 57-мм снаряда с неконтактным взрывателем повлияла на усиление корабельной артиллерии кораблей модернизированного проекта 1124М. На месте установки АК-725 размещена одноствольная автоматическая 76-мм/59 АУ башенного типа АК-176 с боезапасом в 152 выстрела. Башня АУ изготовлена из алюминиево-магниевого сплава АМг-61 толщиной 4 мм. Расчёт — 2 человека (4 человека в режиме ручной подачи боеприпасов). Углы горизонтального наведения на оба борта не превышают 175°. Масса АУ — 10,45 т.
На кормовой надстройке кораблей проекта 1124М (1124МУ), а также проекта 1124 начиная с МПК-43 «Одесский комсомолец», для борьбы с низколетящими противокорабельными ракетами размещена 30-мм АУ АК-630М с шестиствольным вращающимся блоком стволов и ленточным магазином на 2000 патронов, а также запасной лентой в 1000 патронов, хранящейся в барабане АУ, в специальном бункере. Вес АУ без боезапаса и ЗИП составляет 1,85 т. Полный вес автомата с системой управления — 9114 кг. Дальность стрельбы — 4000 м. В нормативном режиме стрельба ведётся 4—5 очередями по 20—25 выстрелов начиная с предельной дальности, на дистанции наиболее эффективного огня огонь ведётся очередями по 400 выстрелов с перерывом между очередями в 3—5 секунд.

### Противолодочное и торпедное вооружение
В носовой части надстройки МПК проекта 1124 побортно размещены две 12-ствольные реактивно-бомбомётные установки с механическим заряжанием РБУ-6000. На кораблях модификации 1124М (1124МУ) оставлена только левая установка, на месте правой установки на некоторых кораблях устанавливалась салютная пушка (например, как на МПК-194 «Брест»). Под установками в подпалубном помещении размещены погреба на 96 (на кораблях проектов 1124М и 1124МУ — 48) реактивных глубинных бомб РГБ-60 калибра 213 мм (масса снаряда — 119,5 кг, заряда — 23,5 кг. Заряжание и разряжание пакета стволов происходит автоматически при помощи специального подъёмника, без выхода обслуживающего установку расчёта на верхнюю палубу. Предельные углы наведения РБУ-6000 в горизонтальной плоскости по курсовому углу: от 0° до 180°; в вертикальной плоскости от −15° до +60°. Скорость наведения в автоматическом режиме 30 °/с, при ручном наведении — не более 4 °/с. Скорость автоматической перезарядки — 3 минуты, ручной — 24 минуты. Дальность стрельбы РБУ-6000 лежит в пределах 1,5—5,8 км. РГБ-60 комплектуются ударно-дистанционным взрывателем УДВ-60, взводящимся в момент приводнения бомбы, и обеспечивающим её подрыв либо при ударе о цель, либо на заранее установленной глубине в пределах от 15 до 350 м. С 1966 года в корпусе УДВ-60 размещается дополнительный акустический неконтактный взрыватель ВБ-2 с радиусом реагирования до 6 м. Взрыв любой бомбы обеспечивал срабатывание взрывателей других бомб залпа в радиусе 50 м.
Целеуказание РБУ получали от корабельной ГАС посредством передачи полученных пеленга и дистанции до ПЛ в систему прибора управления стрельбой (ПУСБ) «Буря», которая вырабатывала углы горизонтального и вертикального наведения РБУ; затем электрические силовые приводы наводили РБУ по непрерывно вырабатываемым углам и удерживали установки на требуемых углах при стрельбе; глубины взрыва бомб вводились во взрыватели глубинных бомб дистанционно с помощью ПУСБ по команде с главного командного поста корабля. Реактивно-бомбомётные установки могли использоваться при волнении моря до 8 баллов и вести как залповую, так и одиночную стрельбу с интервалами между залпами
0,3 с.
Торпедное вооружение кораблей проекта состоит из двух двухтрубных поворотных торпедных аппаратов марки ДТА-53-1124, установленных побортно позади носовой надстройки. Торпедные аппараты комплектуются дистанционным автоматическим устройством ввода в торпеды текущего угла (АТУ-1) и имеют воздушную систему стрельбы. Перед стрельбой торпедные аппараты разворачиваются на фиксированный угол в 27°. Стрельба из аппаратов может производиться как противокорабельными торпедами марки 53-65К или противолодочными марок СЭТ-53, СЭТ-53М и СЭТ-65.
Корабли проекта 1124М оснащены комплексом телеуправляемого оружия КТУ-77 «Терек». Для стрельбы применяется торпеда ТЭСТ-3, созданная на базе торпеды ТЭСТ-71. Электрическая торпеда ТЭСТ-3 имеет дальность хода 15—20 км, скорость 25 и 40 узлов, глубину хода 20—400 м, а также переключение скоростей для уменьшения её собственного уровня шума. Дальность хода торпеды 20 км достигается при условии 50 % времени её движения со скоростью 23—25 узлов. Длина провода в торпедной катушке для телеуправления равна 20 км, в корабельной катушке — 5 км. Система самонаведения торпеды — акустическая, активно-пассивная, двухплоскостная, с радиусом реагирования 1000 м по активному каналу. Неконтактный взрыватель — гидролокационный, кругового действия, с радиусом реагирования 10 м.

## Модернизация
Последующее развитие проекта 1124 с установкой на нём более современных образцов вооружения не состоялось из-за отсутствия у кораблей проекта модернизационных запасов водоизмещения. «Проект себя исчерпал и ВМФ страны в 1980-е гг. требовались уже принципиально новые корабли. Своеобразным увеличенным вариантом МПК проекта 1124 стал также сторожевой корабль проекта 1159, созданный в Зеленодольском ПКБ под руководством всё того же Ю. А. Никольскогo для поставок на экспорт в „социалистические и развивающиеся“ страны».

## Боевая живучесть
Непотопляемость корабля проекта обеспечивалась при затоплении любых трёх смежных отсеков, как при нормальном, так и полном водоизмещении. Аварийный статический крен при этом не должен был превышать 13°. В том случае, если высота надводного борта составляет менее 0,5 метра, корабль может опрокинуться.
Противопожарная защищённость машинных отделений малых противолодочных кораблей проекта 1124 была относительно слабой. Станция жидкостного пожаротушения быстро разряжалась (фреон подавался в одно — два пожароопасных помещения) и к повторному применению была непригодна. Система паротушения являлась маломощной, помимо неё корабль был оборудован однопроводной водяной противопожарной магистралью с отводами воды потребителям. Два пожарных насоса марки «НЦВ-160/80» с производительностью по 160 м³ воды в час включаются автоматически от реле давления, вручную — с места установки насоса или дистанционно — из ПЭЖа (пост энергетики и живучести).
В состав химического вооружения кораблей входили два ВПХР (войсковой прибор химической разведки), четыре КРБГ и по одному ФПУ, КРВП и КИД-6Г. МПК проекта 1124 также оборудованы размагничивающим устройством, универсальной системой водяной защиты (УСВЗ), системой вентиляции помещений, системами аварийного охлаждения главных двигателей и подачи забортной воды.

## Операторы
- /  СССР.

### Современные
- -  /  Россия — 17 МПК пр.1124М (4 ЧФ + 6 СФ + 7 ТОФ)

### Бывшие
- -  Украина — при разделе Черноморского флота СССР 1 августа 1997 года Украине были переданы 2 корабля проекта 1124: МПК-43 (до 15.02.1992 г. — «Одесский комсомолец») и МПК-52. В ВМС Украины корабли были переклассифицированы в корветы и переименованы в U210 «Херсон» (укр. Херсон) и U209 «Сумы» (укр. Суми) соответственно. Выведены из состава флота и списаны в 1999 году. Кроме того, Госпогранслужбой Украины 19 января 1996 года ВМС были переданы 2 корабля проекта 1124П — ПСКР «Днепр» и «Измаил» (отошедшие к Украине в 1992 году). Переклассифицированы в корветы и переименованы в U206 «Винница» (укр. Вінниця) и U205 «Чернигов» (укр. Чернігів) соответственно. В конце 2004 года «Чернигов» был выведен из состава флота и списан в 2005 году. Корвет «Винница» (с 2018 г. бортовой номер А206) был списан в 2021 году[27]. Наиболее ходовыми корветами ВМС Украины являются достроенные в постсоветский период на киевском ССЗ «Ленинская кузница» МПК проекта 1124МУ: U205 «Луцк» (укр. Луцьк; до 2007 г. бортовой номер U200), введённый в состав флота 12 февраля 1994 года, и U209 «Тернополь» (укр. Тернопіль), введённый в состав флота 16 февраля 2006 года[28][29].
  -  Литва — при разделе Балтийского флота СССР 29 октября 1992 года Литве были переданы без права продажи третьим странам 2 корабля проекта 1124 (2-й серии): МПК-44 («Комсомолец Латвии») и МПК-108. В 1993 году в составе ВМС Литвы корабли были переклассифицированы во фрегаты (лит. fregatas) и переименованы в F11 «Жемайтис» (лит. Žemaitis) и F12 «Аукштайтис» (лит. Aukštaitis) соответственно. Выведены из состава флота и списаны: «Жемайтис» — 22 октября 2008 года, «Аукштайтис» — 18 ноября 2009 года[30][31].

## Организационно-штатная структура
ВМФ СССР
В состав Дважды Краснознамённого Балтийского флота к моменту распада СССР входило всего 4 корабля проекта 1124; все они входили в состав 109-го дивизиона противолодочных кораблей 118-й бригады кораблей ОВР и базировались на Лиепайскую военно-морскую базу.
Краснознамённый Северный флот на начало 1990-х годов располагал 27 «альбатросами». Корабли входили в состав 141-го отдельного дивизиона противолодочных кораблей (ВМБ Линахамари), дивизиона противолодочных кораблей Северодвинской бригады кораблей ОВР (ВМБ Северодвинск), 58-го дивизиона ПЛК 67-й бригады кораблей ОВР (ВМБ Порт-Владимир), 12-го дивизиона противолодочных кораблей 2-й бригады кораблей ОВР (ВМБ Гремиха) и 2-го дивизиона 77-й гвардейской бригады противолодочных кораблей (ВМБ Полярный).
ВМФ России
В состав Северного флота ВМФ России на 2008 год входило 7 малых противолодочных кораблей проекта 1124М (1124МУ): в составе 270-го гвардейского Печенгского Краснознамённого дивизиона МПК 7-й бригады кораблей охраны водного района (пункт базирования — Оленья Губа) находились МПК-14 «Мончегорск», МПК-59 «Снежногорск», МПК-194 «Брест», МПК-203 «Юнга»); в составе 43-го дивизиона кораблей охраны водного района (пункт базирования — Северодвинск) находились МПК-7 «Онега», МПК-130 «Нарьян-Мар» и МПК-139.
В состав Тихоокеанского флота ВМФ России на 2008 год входило 10 малых противолодочных кораблей проектов 1124 и 1124МУ. В составе 11-го дивизиона кораблей охраны водного района (пункт базирования — Владивосток) находились корабли проекта 1124МУ: МПК-17 «Усть-Илимск», МПК-28, МПК-64 «Метель», МПК-221 и МПК-222 «Кореец»; в составе 117-го дивизиона МПК 114-й бригады ОВР (пункт базирования — полуостров Завойко) служили корабли проектов 1124 и 1124МУ: МПК-82, МПК-107 и МПК-178; в составе дивизиона кораблей охраны водного района Совгаванского военно-морского района (пункт базирования — Советская Гавань) находились корабли проектов 1124 и 1124МУ: МПК-125 «Советская Гавань» и МПК-191 «Холмск».
В состав Балтийского флота малые противолодочные корабли проекта 1124 и других его модификаций в настоящее время не входят (входившие ранее в состав БФ 2 из 4-х МПК проекта 1124 — МПК-2 и МПК-161 — были списаны в 1997-м и 1996 годах соответственно, а другие 2 «альбатроса» — МПК-44 «Комсомолец Латвии» и МПК-108 — в 1993 году переданы Литве).
В составе Черноморского флота ВМФ России на 2010 год числилось 6 малых противолодочных кораблей проектов 1124 и 1124М (1124МУ):
400-й дивизион противолодочных кораблей 68-й бригады кораблей охраны водного района (пункт базирования — Севастополь, бухта Южная):
- «Александровец» б/н 059 (до 29.08.2004 г. — МПК-49) проекта 1124;
- «Муромец» б/н 064 (до 05.04.1999 г. — МПК-134) проекта 1124М;
- «Суздалец» б/н 071 (до 05.04.1999 г. — МПК-118) проекта 1124М.

181-й дивизион противолодочных кораблей 184-й бригады кораблей охраны водного района (пункт базирования — Новороссийск, Геопорт):
- «Поворино» б/н 053 (до 2000 г. — МПК-207) проекта 1124МУ;
- «Ейск» б/н 054 (до 09.09.1999 г. — МПК-217) проекта 1124МУ;
- «Касимов» б/н 055 (до июля 2001 г. — МПК-199) проекта 1124М.

Патрульные модификации кораблей проекта 1124 под шифром «Альбатрос» (проекты П1124 и 1124П) также эксплуатировались Береговой охраной Пограничной службы ФСБ России как минимум до конца 2006 года (по другим источникам, до 2009 года).
ВМС Украины
Малые противолодочные корабли проекта 1124, находящиеся в составе ВМС Украины, классифицируются как корветы и до аннексии Крыма входили в состав 5-й бригады надводных кораблей (Новоозёрное, оз. Донузлав).

## История службы
Корабли проекта 1124 несли в 1970-е — 1980-е годы боевую службу в составе Северного, Балтийского, Тихоокеанского и Черноморского флотов ВМФ СССР, осуществляя поиск и преследование подводных лодок противника. Адмирал Флота Советского Союза Сергей Георгиевич Горшков назвал корабли этого проекта «рабочей лошадкой флота».
Помимо обнаружения и преследования иностранных подлодок «альбатросы» осуществляли конвоирование отдельных судов и караванов в опасных зонах. В 1990—1991 годах во время гражданской войны в Эфиопии МПК-118 «Комсомолец Молдавии» нёс боевую службу в Красном море. 19 октября 1990 года во время эскортирования «Комсомольцем Молдавии» конвоя из двух больших десантных кораблей, танкера «Шексна» и морского тральщика «Параван» отряд советских кораблей был обстрелян с мыса Кароли и острова Асарка-Северная двумя береговыми батареями эритрейских сепаратистов, выпустившими по головному малому противолодочному кораблю шесть 122-мм снарядов и три неуправляемых снаряда типа «Град». Ответным огнём «Комсомолец Молдавии» подавил обе батареи и уничтожил склад боеприпасов противника, за что командир корабля и 10 членов его экипажа получили правительственные награды. За весь период боевой службы в Красном море «Комсомолец Молдавии» благополучно провёл более 30 конвоев.
Малые противолодочные корабли проекта 1124 использовались и на боевой службе в Средиземном море.
В августе 2008 года малые противолодочные корабли Черноморского флота «Суздалец», «Александровец», «Муромец», «Поворино» и «Касимов» принимали участие в российско-грузинском вооружённом конфликте в составе группировки кораблей ЧФ «по обеспечению безопасности российских граждан, оказанию содействия миротворческому контингенту и гуманитарной помощи населению в зоне конфликта». В частности 10 августа МПК «Суздалец» применил оружие по грузинским быстроходным целям (по некоторым данным, обстрелял три грузинских сторожевых катера). Это был один из немногих случаев реального боевого применения ЗРК «Оса» по надводным целям. По результатам участия в конфликте, ряд моряков «Суздальца» были награждены правительственными наградами, а командир корабля капитан 3-го ранга В. Джанунц стал кавалером «Ордена Мужества».

## Оценка проекта
Малые противолодочные корабли проекта 1124 стали этапными кораблями советского флота, «самыми массовыми и очень удачными представителями своего класса в составе отечественного флота». В кораблях этого проекта нашли воплощение все лучшие достижения советского кораблестроения. Для начала 1970-х годов малые противолодочные корабли проекта 1124 имели улучшенные противолодочные возможности за счёт применения двух гидроакустических станций (подкильной и опускаемой на сто́пе), впервые на кораблях относительно небольшого водоизмещения был установлен зенитный ракетный комплекс самообороны «Oca-М». Благодаря этому «альбатросы» для своего времени были хорошо вооружёнными кораблями.
Также как и другие советские малые противолодочные корабли представители проекта 1124 превосходят все зарубежные аналоги по противолодочным возможностям, средствам ПВО и ходовым качествам. Но по сравнению с последними зарубежными многоцелевыми кораблями класса «корвет» или «малый фрегат», они уступают последним по ударным возможностям (на советских кораблях этого класса не устанавливались комплексы противокорабельных ракет) и по возможностям освещения надводной и подводной обстановки.